# Stanisław Zawadzki (1900–1984)

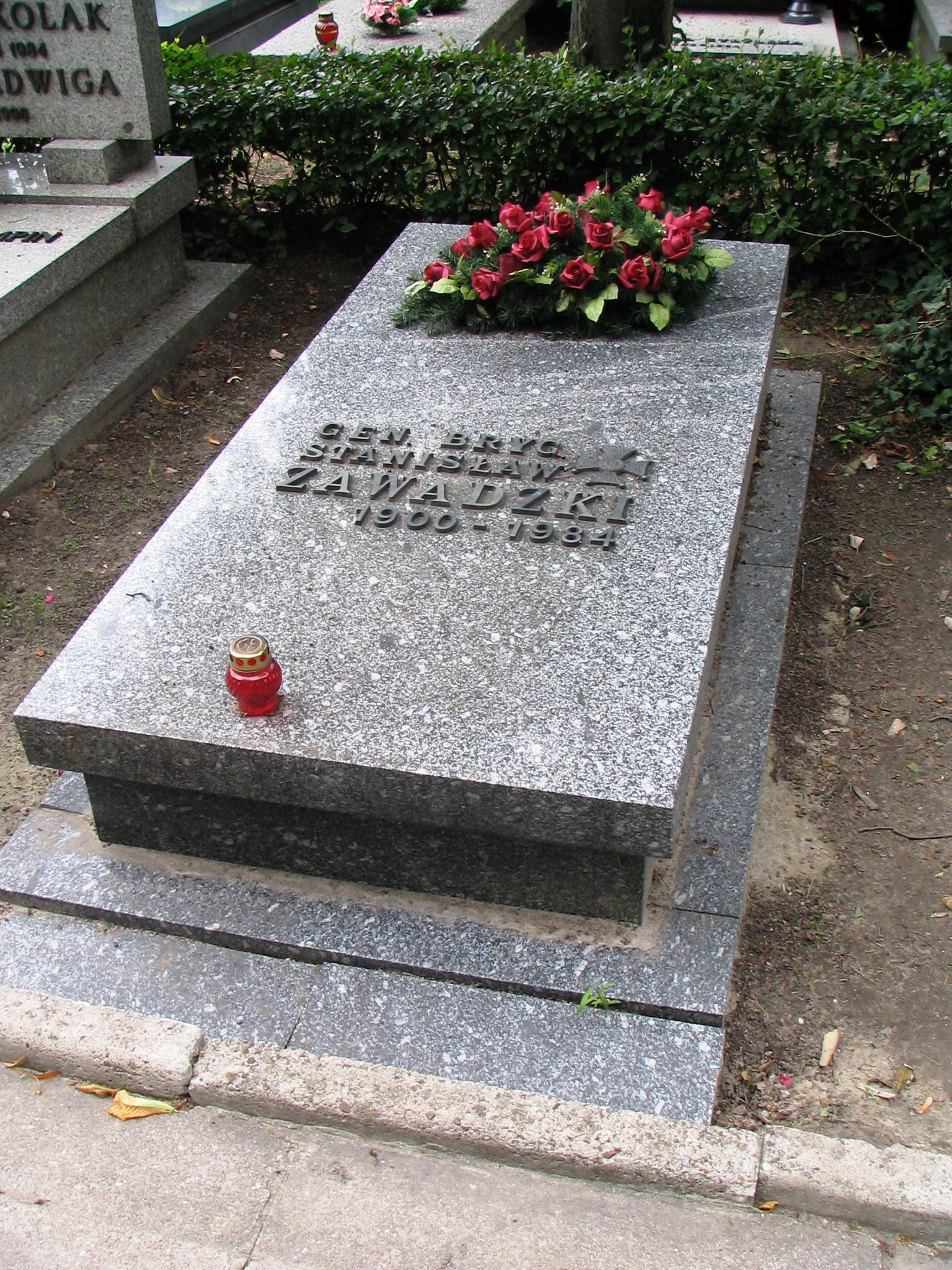
Grób Stanisława Zawadzkiego

Stanisław Zawadzki (ur. 27 października 1900 w Wielgolesie, zm. 5 grudnia 1984 w Warszawie) – polski żołnierz i polityk, generał brygady Wojska Polskiego, w latach 1956–1960 minister pracy i opieki społecznej.

## Życiorys
Syn Wojciecha i Katarzyny, w latach 1933–1935 słuchacz Komunistycznego Uniwersytetu Mniejszości Narodowych Zachodu im. Juliana Marchlewskiego. Był robotnikiem tartacznym i młynarskim. W 1919 rozpoczął pracę w Tramwajach Warszawskich, jako robotnik, a następnie od 1926 do 1931 konduktor. W latach 1920–1922 odbył zasadniczą służbę wojskową w 55 Poznańskim pułku piechoty. W 1925 wstąpił do Komunistycznej Partii Polski, od 1926 do 1928 był sekretarzem komórki KPP w TW, następnie do 1930 członek komitetu dzielnicowego Muranów, i do 1931 sekretarz komitetu dzielnicowego KPP Wola, delegat na VI Zjazd KPP. W latach 1931–1932 i 1935–1938 odbywał karę więzienia. W 1933 był sekretarzem okręgu łódzkiego KPP, a w 1935 kierownikiem wydziału zawodowego okręgu śląskiego KPP. W latach 1939–1940 przewodniczący Związku Tramwajarzy we Lwowie, następnie ekspedytor w Ferganie.
W 1943 wstąpił do Związku Patriotów Polskich, w okresie od czerwca 1943 do 7 grudnia 1949 pełnił służbę w Wojsku Polskim, zajmując kolejno stanowiska inspektora, a później szefa Oddziału Personalnego Wydziału Oświatowego 1 Dywizji Piechoty im. Tadeusza Kościuszki, szefa Wydziału Polityczno-Wychowawczego 1 Dywizji Piechoty (od lutego 1944), szefa Oddziału Personalnego Polskiego Sztabu Partyzanckiego, zastępcy szefa Oddziału Personalnego WP, szefa Oddziału Personalnego WP (w lipcu 1945) oraz szefa Departamentu Personalnego Ministerstwa Obrony Narodowej (od lipca 1945). 14 grudnia 1945 został mianowany generałem brygady. 5 października 1948 roku został przeniesiony w stan nieczynny, a 7 grudnia 1949 do rezerwy.
W 1944 wstąpił do Polskiej Partii Robotniczej, a w 1948 do Polskiej Zjednoczonej Partii Robotniczej. Był delegatem na I, II i III zjazd PZPR. Zastępca członka (1945–1948) i członek biura organizacyjnego (1948) Komitetu Centralnego PPR, w 1948 I sekretarz Komitetu Warszawskiego. W PZPR członek Komitetu Centralnego i członek biura organizacyjnego KC (1948–1954), I sekretarz Komitetu Warszawskiego (1948–1950) oraz członek centralnej komisji rewizyjnej (1959–1964). W 1950 podsekretarz stanu w Ministerstwie Administracji Publicznej, a do 1956 w Ministerstwie Pracy i Opieki Społecznej. W latach 1952–1956 kierownik tego resortu, a od 23 marca 1956 do 25 kwietnia 1960 minister.
Był żonaty z Zofią Kwiatkowską. Małżeństwo miało syna. Mieszkał w Warszawie, gdzie zmarł i został pochowany na cmentarzu Wojskowym na Powązkach (kwatera A 32-tuje-3).

## Awanse
W trakcie służby wojskowej otrzymywał kolejne awanse na wyższe stopnie wojskowe:
- podporucznik – brak danych
- porucznik - 1943
- kapitan – 1943
- major – 1944
- podpułkownik – 1944
- pułkownik – 1945
- generał brygady – 1945

## Ordery i odznaczenia
- Order Sztandaru Pracy I klasy (1959)[3]
- Order Krzyża Grunwaldu II klasy (1945)
- Krzyż Komandorski Orderu Odrodzenia Polski
- Order Krzyża Grunwaldu III klasy
- Krzyż Oficerski Orderu Odrodzenia Polski
- Krzyż Srebrny Orderu Virtuti Militari
- Brązowy Medal „Zasłużonym na Polu Chwały”
- Medal za Warszawę 1939–1945 (17 stycznia 1946)[4]
- Order Czerwonej Gwiazdy (Związek Radziecki)
- Order Wojny Ojczyźnianej II stopnia (Związek Radziecki)